# Vertical Launching System
Vertical Launching Systemet (VLS) er et missilaffyringssystem der bliver anvendt i ubåde og krigsskibe overalt i verden. Missilerne bliver affyret vertikalt hvorefter de selv drejer i retning mod målet.
Systemet udspringer fra de affyringssystemer der blev udviklet for SLBM-bevæbnede atomubåde. Systemet er dog blevet nedskaleret, da størrelsen på strategiske ballistiske missiler er noget større end taktiske tomahawk-krydsermissiler eller luftforsvarsmissiler såsom Evolved Sea Sparrow. Systemet tillod atomdrevne angrebsubåde at medbringe flere våben udover dem til torpedorørene. Endnu vigtigere gav det cheferne om bord mulighed for at have mange flere missiler klar til næsten øjeblikkelig affyring i forhold til de aldrende enarmede Mk. 13 og dobbeltarmede Mk. 26 affyringssystemer, som skal hente deres missiler op til affyringssystemet fra et magasin under dækket. Disse gamle systemer var primært brugt på udfasede amerikanske enheder De enheder er stadig er i tjeneste såsom Oliver Hazard Perry-klassen, har fået deres missilsystemer fjernet. Mk-13 og Mk-26 systemerne er dog stadig i tjeneste i flere af de lande systemet blev solgt til, såsom Taiwan, Grækenland, Tyrkiet og Polen.

## Funktion
Vestlige VLS er opbygget som en række celler ved siden af hinanden. Der er så placeret et låg over hver affyringscelle og er såkaldte hot-launch systemer. Det betyder at raketmotoren starter inde i cellen under affyring hvilket kræver tilstedeværelsen af et udstødningsrør til udstødningsgasser og flammer. Russisk producerede systemer er ligesom de vestlige er bygget op som en masse celler sat ved siden af hinanden. Derudover findes også revolversystemet der gør det muligt at have flere missiler per celle. Russiske systemer benytter hovedsageligt det såkaldte cold-launch system der skyder missilet ud af canisteren før raketmotoren antændes. Kina benytter et lignende revolversystem med cold-launch. Rusland benytter dog også cold-launch for nogle af dets VLS missilsystemer (eksempelvis Tor-systemet).
Hot-launch har en fordel frem for cold-launch, da missilet her kommer ud af VLS ved egen kraft. De russiske og kinesiske systemer kræver et større VLS apparat på grund af udskydningsmekanismen. Dette betyder ekstra vægt, øget vedligeholdelse samt den kraft som VLS benytter til at skyde missilet ud. Hot launch missiler er desuden også klar til at begynde deres flyvning i det sekund det har forladt canisteren.
Fordelen ved cold-launch systemet er sikkerheden, skulle en raketmotor fejle og sprænghovedet blive armeret er det stadig muligt blot at skyde missilet ud uden at affyre missilet og således fjerne det farlige missil, denne mulighed er ikke tilstede i et hot-launch VLS. Russiske VLS er ofte monteret med en skæv vinkel, således at eventuelle missiler der bliver skudt ud på denne måde ikke lander på skibet, men lander i vandet. En anden fordel ved cold-launch er de lave driftsomkostninger der hører til. Et hot-launch system hvor missilet starter inde i cellen kan kun holde til et vist antal affyringer på grund af den ekstreme varmeudvikling ved en missilaffyring før det er slidt op, lidt ligesom som riffelgangen på skydevåben. Et cold-launch system, har derimod en meget længere levetid da det ikke skal skal udsættes for samme ekstreme varmegrader.
Af VLS-udstyrede enheder i Søværnet kan nævnes Flyvefisken-klassen (i kamprollen), Absalon-klassen og den fremtidige Iver Huitfeldt-klassen. Desuden kan Knud Rasmussen-klassen udstyres hvis behovet opstår. I Søværnet bruges der to VLS og et tredje forventes indfaset samtidig med Iver Huitfeldt-klassen.
- Mk. 41: Indbygges i fregatterne af Iver Huitfeldt-klassen og bliver i stand til at affyre forskellige missiler såsom Tomahawk-krydsermissiler, RIM-162 Evolved Sea Sparrow, langtrækkende SAM (SM-2 eller SM-3) eller ASROC antiubådsmissiler (hovedsageligt en torpedo sat på et missil, så ubåde kan engageres på lang afstand). Mk. 41 systemet er bygget i moduler af 8 celler og der kan samles flere moduler afhængig af det skønnede behov. Iver Huitfeldt-klassen bliver udstyret med fire moduler med i alt 32 celler.
- Mk. 48: Bruges i Flyvefisken-klassen til 6 styk RIM-7 Sea Sparrow men forventes udfaset ultimo 2015.
- Mk. 56: Bruges i Flyvefisken-klassen, Absalon-klassen, Knud Rasmussen-klassen og vil blive brugt i Iver Huitfeldt-klassen og kan udrustes med 12 styk RIM-162 Evolved Sea Sparrow.